# Gojūshiho Shō
Die Gojūshiho Shō (japanisch 五十四歩小, Kleine [Kata der] 54 Schritte) ist eine fortgeschrittene Meisterkata im Shōtōkan Karate. 
Verschiedene Faktoren, wie die extreme Länge, die komplexen Abwehrtechniken ergeben einen sehr hohen Schwierigkeitsgrad. Deswegen ist diese Kata erst nach langer Karatepraxis zu empfehlen. Sie ist außerdem sehr ästhetisch und daher eine beliebte Wettkampfkata. 
Die Gojūshiho Shō belastet und trainiert mit dem Stand Zenkutsu dachi besonders das rechte Bein, im Gegensatz zur Gojūshiho Dai.
Gojūshiho Shō geht auf den Meister Itosu Ankō zurück, der auch einer der Lehrer Funakoshis war.